# Viktor Sergejevitsj Roenov
Viktor Sergejevitsj Roenov (Russisch: Виктор Сергеевич Рунов) (Petrovsk (Oblast Saratov), 26 mei 1907  –  Moskou, 17 juni 1968) was een Russisch componist, muziekpedagoog, dirigent en pianist.

## Levensloop
Roenov studeerde aan het conservatorium te Kazan en gradueerde aldaar in 1928. Tijdens zijn studie was hij tijdelijk ook pianist in de bioscoop Naberezjne Tsjelny (Russisch: Набережные Челны). Van 1928 tot 1931 studeerde aan de militaire muziekacademie te Moskou dirigeren. Van 1926 tot 1935 was hij lid van een van de vooraanstaande militaire kapellen in Moskou. Aansluitend was hij van 1937 tot 1940 dirigent van een militaire kapel te Moskou; van 1941 tot 1944 dirigeerde hij het militaire orkest van de MVD-troepen in Alma-Ata en was verdienstelijk werkzaam in 1943 in de Kazachse Socialistische Sovjetrepubliek. Hij was ook professor aan de universiteit van de MVD-troepen in Alma-Ata en later weer in Moskou. Van 1944 tot 1954 was hij dirigent van het centrale harmonieorkest van de grens-politie in Moskou.
Als componist was hij werkzaam voor verschillende genres zoals opera, werken voor orkest en harmonieorkest, koren en filmmuziek.

## Composities

### Werken voor orkest
- 1948 Volzjskaja-simfonie, voor gemengd koor en orkest - tekst: V. Malkova

### Werken voor harmonieorkest (militaire kapel)
- 1929 походные и строевые марши, в т. ч. Наш паровоз (versch. marsen incl. de mars "Stoomlocomotief"
- 1930 Шествие октябрят (Processie van oktober), voor harmonieorkest
- 1931 Страж Октября (Garde van Oktober), voor harmonieorkest
- 1934 Укр. фантазия (Oekraïense fantasie), voor harmonieorkest
- 1934-1935 Шесть рапсодий на рус. и сов. темы (Zesde rapsodie over Russische en Sovjet-thema's), voor harmonieorkest
- 1941-1943 Пятнадцать гвардейских маршей (Vijftien Garde marsen)
  1. Mars van de Wacht
  2. In verdediging van het Vaderland
  3. Mars van de hoofdstad
  4. Leningrad
  5. Capital march
- 1944 Письма (Brieven), suite voor harmonieorkest
- 1945 Танцевальная (Danssuite), voor harmonieorkest
- 1945 Две танцевальные сюиты (Tweede danssuite), voor harmonieorkest
- 1948 Семь пьес (Zeven stukken), voor harmonieorkest
- 1955 увертюра (Ouverture) 1941—1945, voor harmonieorkest

### Cantates
- 1945 Grote Jubel-cantate, voor solisten, gemengd koor en orkest - tekst: V. Malkova
- 1948 rev.1959 Lenin, cantate voor solisten, gemengd koor en orkest - tekst: V. Malkova

### Toneelwerken

#### Opera's
- 1945 Соловушко (Solovushko)

### Werken voor koren
- 1945 Russische dans fantasie, voor gemengd koor en harmonieorkest - tekst: A. Tvardovski
- 1961 плакат Воззвание (Appeal Poster), voor gemengd koor en symfonieorkest - tekst: S. Sjtsjerbakova

### Vocale muziek
- 1934 Poema - lied van Boerevestnik, voor zangstem en harmonieorkest - tekst: Gorki

### Filmmuziek
- V zasjtsjitoe Rodinoe

## Publicaties
- Как организовать духовой оркестр. (De organisatie van een harmonieorkest), Моsкou, 1959.

## Biografie
- Kenneth Walter Berger: Band encyclopedia, Kent, Ohio: Band Associates, 1960, 604 p.